# Friskytten (tidning)
Friskytten var en dagstidning i Stockholm, utgiven från 19 december 1847 till 30 december 1857.
Friskytten ersatte Söndagstidningen den 19 december och 26 december 1847. Tidningen trycktes hos Rudolf Wall med Antikva som typsnitt. Tidningen hade olika titelvingnetter och träsnitt, men de upphörde 6 september 1856.
Friskytten utgjorde fortsättning av Söndagstidningen, med därifrån fortlöpande nummerserie i parentes, och utgavs liksom denna av boktryckaren Rudolf Wall, som den 8 december 1847  erhöll utgivningsbevis för tidningen. Friskyttens egentlige »pappa» var enligt den historik, som meddelas i det sista numret, hovrättsnotarien Evert von Knorring, hvilken dock snart lämnade tidningen och för sin hälsas skull 1849 reste till Brasilien, där han avled. Carl Henrik Rydberg, vilken t. o. m. 1852 var medarbetare och bland annat  skrev serien Friskytten contra Aftonbladsmagistrarne, tillkom huvudsakligen äran att tidningens fick ett anseende för kvickhet. Bland övriga medarbetare nämnas Johan Magnus Rosén, C.V.A. Strandberg (Talis Qualis), Henrik Bernhard Palmær, N. Lilja, Frans Hedberg och Johan Jolin; P. F. Mengel. Från mitten av 1853 redigerades den nästan enbart av Rudolf Wall, som likväl erhöll bidrag av bland annat. kyrkoherdarna Birger Hallgren och  Carl Gustaf Schönbeck samt presidenten Pehr Westerstrand. Johan Johansson (Argus) var författare till den i 1855 års årgång införda följden av porträtt av borgarståndets ledamöter.
Tidningen hade 4 sidor. Formatet var folio med tre spalter utom 1856 då den hade 4 spalter. Priset för tidningen var först 3 riksdaler 12 skilling banco. 1848-1856 sedan 5 riksdaler 32 skilling banco 1857